# 寿五郎ショウ
『寿五郎ショウ』（ことぶきごろうショウ） は、江口寿史によるギャグ漫画、及び表題とした短編集。またこれを原作とするOVA作品。
本稿では短編集を中心として記述する。

## 概要
1986年に双葉社のアクションコミックスより発売。前作『「エイジ」』以来1年振りとなる単行本で、作者の2冊目となる短編集。「フレッシュジャンプ」（集英社）誌上において『江口寿史の日の丸劇場』（後述）として連載されていた短編を中心として、その他の短篇2編も併せて収録している。
集英社に掲載されていた物が中心であるにも関わらず双葉社から発売された理由として、「大判での発行を希望していたが、当時の集英社には大判がなかった」事が後に語られている。
作品を厳選して、『日の丸劇場』の中で自身がつまらないと思った作品は収録しておらず、「面白くないと思うのであれば金を返す」といった旨のあとがきがある様な作者の自信作。週刊連載からドロップアウトし、制約から解放された江口が、のびのびと実験的な試みを世に問うた作品群であり、続く2冊の単行本『江口寿史のなんとかなるでショ!』、『江口寿史の爆発ディナーショー』とあわせ「ショー三部作」と呼ばれる江口ギャグの一つの集大成である。

## 収録作品
LIVE '83
『日の丸劇場』第3話。寿五郎とザ・マンガーズによる現実ではあり得ない「漫画のライブ」を描く。同じく創作活動でありながら、地味で暗い印象の強い漫画と華やか印象の強い音楽のコントラストを活かした作品。ライブで描かれた4コマはベタやトーンが荒いなどと芸も細かい。
意味なし芳一
『日の丸劇場』第2話。かつては自身も熱中しながら、当時すでに流行遅れとなっていたフォークソングを「耳なし芳一」のパロディに絡ませてネタとした作品。連載時は扉ページのみカラーであったが収録の際に白黒にされている。
THE HORROR
『日の丸劇場』第11話で最終回となった作品。タイトル通りにホラー話や怪談といわれる様な出来事をパロディ化している。
怪獣王国
『日の丸劇場』第10話。ゴジラに代表される怪獣映画をパロディ化した作品で、巨大怪獣と科学防衛隊の戦いを描く。江口の名物キャラクター一の瀬博士のデビュー作。
寿五郎の正直日誌
「CLIP」1985年5月号に掲載されたカラー作品で、単行本にもカラーで掲載。江口を本人をモデルとした漫画家寿五郎を4月1日から7日までを日記風に1日1ページで描く。なおこのタイトルは公式サイトにおける日記コーナーのタイトルとしても使われ、その日記をまとめて出版した単行本『江口寿史の正直日記』のタイトルにもなっている。なおサイトの日記コーナーの名称は『正直日記』の発売を機に「江口寿史の日々メモ」に改題されている。
下品な一家
『日の丸劇場』第5話で2色カラー作品。単行本にも2色カラーで収録されている。下品な一家の娘と上品な一家の息子のお見合い話。
さらに下品な一家
『日の丸劇場』第9話。『下品な一家』の続編で、結婚後の一家を描く。
ふたりのサンゴ礁
『日の丸劇場』第1話。冒頭3ページがフルカラーの作品で、単行本にもそのままカラーで収録されている。南洋の無人島に漂着した中年男性と女子中学生の話。
ハァドボイルド
『日の丸劇場』第8話。探偵毒島を主人公とし、タイトル通りにハードボイルドの世界をパロディ化した作品。
理由なき反抗
『日の丸劇場』第7話。作者が愛して止まない『あしたのジョー』をパロディ化した作品。ボクサーである主人公のデザインと名前は『「エイジ」』と共通しており、ギャグとストーリーという決定的な違いはあるものの、『「エイジ」』の原型となった事がうかがえる。
寿五郎ショウ
「週刊ヤングジャンプ」1984年11月23日号に掲載された短編群。『犬畜生』、『裏島太郎』、『爆笑家族』、『OLD STORY』、『友情山男』、『素人勝ち抜き漫画合戦』の6話からなる。
あとがき
5ページの描き下ろし漫画によるあとがき。文章もしくは漫画による後書き（時には前書き）が充実している作品が多いのが江口の一つの特徴であるが、本作がその最初の例となる。文庫版（1995年）では「これほど面白い漫画文庫本も」ほか、値段に触れたセリフが書き換えられており、「内容的に83年のものなんで今読むとチト古いかな」という回顧が1986年視点であることが分かりにくくなっている（最終コマの日付けは1986年のままになっている）。

## 主な登場人物
寿 五郎（ことぶき ごろう）
『LIVE '83』、『寿五郎の正直日記』、『寿五郎ショウ』、『あとがき』の登場人物。おそらくは手塚治虫へのリスペクトから、必ずベレー帽をかぶった姿で描かれる漫画家。『LIVE '83』に初登場以降度々登場する名物キャラクター。江口を本人をモデルとした作者の分身であり、江口の愛称である「先ちゃん」と呼ばれ、名乗る事も多い。また逆に作者の自画像として寿五郎が使われる事も多い。このように江口本人と不可分のキャラではあるが、あくまで漫画のキャラクターでありフィクション要素も多い。
一の瀬博士（いちのせ）
『怪獣王国』の登場人物。ベートーヴェンに似た髪型で丸眼鏡をかけて、かなり立派なカイゼル髭を蓄えた太った老人。いつも白衣を身にまとっている。『怪獣王国』で初登場以来必ず博士役で登場する名物キャラクターで、『恋はガッツで』、『爆発ディナーショー』に再登場している。
霧島隊長（きりしま）
『怪獣王国』の登場人物で科学防衛隊の隊長。一の瀬博士とのセットで地球防衛隊の隊長として『爆発ディナーショー』に再登場。ピッチピチのタイツで股間を目立たせた制服をまとっている。なお、探偵毒島とは同一人物が演じるキャラクターであり手塚による漫画におけるスター・システムを踏襲している。
毒島（ぶすじま）
『ハァドボイルド』の登場人物。探偵であり、常にダンディさを追求している。『爆発ディナーショー』でも同一のキャラクターとして再登場している。
下品な一家
『下品な一家』と『さらに下品な一家』に登場する、父・母・ステファニー・ラルフの4人家族で、偏見に満ちたステレオタイプのアメリカ人。『日の丸劇場』では『下品』シリーズの他『寿五郎ショウ』には未収録の『過敏な一家』にも登場している。また、『「エイジ」』に続いて「FJ」で連載された『ラブ&ピース』にも登場している。
ピストン赤木（ピストンあかぎ）
『理由なき反抗』の登場人物で17歳のプロボクサー。デザイン・名前・設定など多く部分が『「エイジ」』の赤木エイジに引き継がれている。
ホラッチョ力石（ホラッチョりきいし）
『理由なき反抗』の登場人物で赤木のライバル。食事からではなく性行為から栄養を取る特異体質。
爆笑家族
『寿五郎ショウ』の『爆笑家族』に登場する、父・母・姉・弟の4人家族。周りには理解し難いながらも家族内では一家団欒としたこの家族は「しりとり家族」として『爆発ディナーショー』に再登場している。

## パロディの元ネタ
作中でパロディとして扱われている人物・作品などの元ネタ。
| - 耳なし芳一 - ゴジラ - ラドン - キングギドラ - ウルトラQ - ターザン - 水曜スペシャル 川口浩探検隊シリーズ - あしたのジョー - 浦島太郎 |  | - 桃太郎侍 - 桃太郎 - 岡本太郎 - 小池一夫 - 手塚治虫 - 高信太郎 - うる星やつら |

## OVA
『江口寿史の寿五郎ショウ』のタイトルで1991年にビデオ化。『下品な一家』、『さらに下品な一家』、『理由なき反抗』、『怪獣王国』の4本が収録されている。
| - 監督：飯島正勝/鍋島修（怪獣王国のみ） - 怪獣デザイン/原画：金田伊功（怪獣王国のみ） - 撮影監督：森下成一 - 音響監督：藤山房伸 - 音楽：見良津健夫 - アニメーション制作：スタジオぴえろ - 販売元：株式会社ポニーキャニオン | - 「平成天下泰平節」 - 作詞：紅玉 - 作曲：りゅうてつし - 歌：屋良有作 |

### 声の出演
| - 下品な父親：屋良有作 - 下品な母親：滝沢久美子 - ラルフ：松岡洋子 - ステファニー：篠原恵美 - 上品な父親：上田敏也 - 上品な母親：さとうあい - 上品な息子（道夫）：堀内賢雄 - クリーニング屋/会社員：小室正幸 - 上司：秋元羊介 - 受付嬢A：井上喜久子 - 受付嬢B：稀代桜子 | - ピストン赤木：関俊彦 - ホラッチョ力石：二又一成 - 黒木ルリ子：井上喜久子 - 黒木源太郎：玄田哲章 - 会長：西村知道 - 会長の娘：稀代桜子 - 執事：秋元羊介 | - キリシマ：玄田哲章 - キリシマの妻：さとうあい - キリシマの息子：稀代桜子 - 一の瀬：上田敏也 - 外人：小室正幸 - 船長：西村知道 - 船員：二又一成 - 隊員：関俊彦 - 女子大生：井上喜久子 |

## 日の丸劇場
『江口寿史の日の丸劇場』（えぐちひさしのひのまるげきじょう）は1983年より「フレッシュジャンプ」(FJ) において連載された作品。「FJ」が隔月刊から月刊へと変わる前の8月号より連載を開始したが、10月からの本格月刊化前に「プレ月刊化」と称し9月号を発売しているため当初から実施的に月刊連載となっている。
連載作品ではあるが、原則として1話完結のオムニバス形式の短編群であり一部を除いて各話の繋がりは存在しない。連載時は『江口寿史の日の丸劇場 第1話 ふたりのサンゴ礁』との形をとって掲載された。この為か単行本収録の際には『日の丸劇場』の冠を外し、それぞれ別個の一短編として扱われている。またオムニバス形式である為、特に最終回らしい最終回はないものの、全11話できちんと連載を終了しており、キャラクターや舞台を固定しない読み切りオムニバスとはいえ、数少ないきちんと終了した江口作品の一つである。なお、本作終了の翌月から同誌で『「エイジ」』の連載が始まっている。
11話のうち上述の9話が『寿五郎ショウ』に収録され、残る2話『粳寅一家の花嫁さん』と『過敏な一家』は長い間お蔵入りとなっていたが、1994年に発売された短編集『江口寿史のお蔵出し』に収録され、再び日の目を見る事となった。
なお、江口の2作目の連載作品『ひのまる劇場』（こちらは「ひのまる」がひらがな）とタイトルは非常に似ているものの、共通する登場人物などもいなく、関連性は全くない。
第10話は、掲載誌の予告では『過敏な一家』の続編である『さらに過敏な一家』が掲載される事が記述されていたが、肖像権の問題からボツとなったため掲載される事はなかった。

### 連載順
| 1. ふたりのサンゴ礁 2. 意味なし芳一 3. LIVE '83 4. 粳寅一家の花嫁さん 5. 下品な一家 6. 過敏な一家 |  | 7. 理由なき反抗 8. ハァドボイルド 9. さらに下品な一家 10. 怪獣王国 11. THE HORROR |